# نيك ميدلتون
نيك ميدلتون (بالإنجليزية: Nick Middleton)‏ هو جغرافي بريطاني، ولد في 1960.